# 樋口謙太郎
樋口 謙太郎（ひぐち けんたろう、1907年5月14日 - 1994年3月8日）は、日本の医学者、皮膚科医。久留米大学、九州大学、福岡大学で皮膚科の教授を務め、多くの弟子を育てた。
エッセイストとしても知られている。教科書を多数著した。専門は真菌学、梅毒などである。

## 経歴
- 1907年5月14日：福岡県三井郡小郡町にて出生。
- 1934年3月：九州帝国大学医学部卒業
- 1934年5月：九州帝国大学皮膚科副手
- 1936年8月：九州帝国大学皮膚科助手
- 1937年11月9日 : 学位論文　「皮膚釀母菌症の研究 」 九州大学受理。博士論文書誌データベースより
- 1937年12月：九州帝国大学皮膚科講師
- 1938年8月：釜山府立病院科長（皮膚科）
- 1942年2月：九州帝国大学皮膚科助教授
- 1943年8月：ジャカルタ大学教授（陸軍省の軍政地教授）
- 1946年7月：大村国立病院医長
- 1947年12月：久留米大学皮膚科教授
- 1948年10月：九州大学皮膚科教授
- 1957年2月:1年間欧米文部省在外研究員として留学(ドイツ)
- 1965年4月：九州大学附属病院院長(4年）
- 1971年3月：定年退官、同4月：名誉教授
- 1972年4月：福岡大学皮膚科教授：医学部長
- 1973年12月：同病院長
- 1978年3月：同定年退職
- 1978年4月：福岡大学特任教授
- 1994年3月8日：逝去[1]

## 叙勲・受賞
- 叙勲：勲二等瑞宝章
- 受賞：日本皮膚科学会皆見賞（昭和29年）
- 受賞：西日本文化章（昭和36年）[1]

## エッセイ
- 次の4冊がある。
- 『欧米紀行 医学者の眼』小山書店、東京、1959年 - 初版4000部が売り切れた。ミュンヘン留学期のことなど。
- 『ひとりごと』、1969年
- 『どんたーく』西日本新聞社、福岡、1977年 - 内容は「妻を語る」、「木下杢太郎」、医療制度と医学教育の在り方」、「ジャカルタ大学での思い出」など。
- 『巡る歯車』秀功社、福岡、1983年 - 内容は「庶民として」、「医学徒として」、「ロータリアンとして」、「旅行記」。

## 業績
- 日本皮膚科学会、化学療法学会、医真菌学会、アレルギー学会、病院管理学会の総会を引き受けた。
- 樋口謙太郎の名前で発表したのは約450編、指導論文700編、著書は約15冊、分担執筆は約30冊、教科書が多い。
- 教え子で医学博士号を取った者は約百名。
- 西日本連合地方会を結成した。
- 雑誌『皮膚と泌尿』を再刊した。
- 卒業直後、皆見教授より指間糜爛症の真菌培養を命じられ、仙台の太田正雄（木下杢太郎）の下に勉強に行った。
- 勤務地の釜山で白癬菌の原株を発見した。
- 1958年に「抗生物質による梅毒の治療および予防」という講演を行ったが、梅毒の症状が治癒しても、抗体反応が陽性の場合を、血清の瘢痕と表した。この表現は一般に受け入れられた。

## カネミ油症事件
- 1969年に発生したカネミ油症事件は、九州大学を中心に油症研究班が作られ、班長は勝木司馬之助,副班長は塩素ざそう（にきび）に詳しい樋口謙太郎である。[2]この事件はまだ研究が続いている。

## 樋口点状紅斑
- 樋口は1954年に雑誌皮膚と泌尿に「一種の点状紅斑」と発表したが、最初の発表者の名誉を重んじて「樋口氏点状紅斑」(Erythema punctatum Higuchi) と名付けられた[3]。症状は若い女性の四肢に好発する紅斑で貧血性の白暈が取り巻く。虫さされなどから発生する説や薬疹説もある[4]。
- この症状とほぼ同一と思われる疾患も1974年に発表があり、Hypoanesthetic Haloes in Hawaii(HHH disease)と命名されている。この原因は蚊Culex quinquefasciatusである[5]
- 最近の論文 An outbreak of eruptive pseudoangiomatosis-like lesions due to mosquito bites: erythema punctatum Higuchi.(2004) Ban M, Ichiki Y, Kitajima Y. Dermatology, 208:(4)356-9.

## 文献
1. 1 2  九州大学医学部皮膚科学教室. “歴代教授” (PDF).  九州大学. pp. p.10. 2010年4月28日閲覧。
2. ↑  油症研究班報告集　福岡医学雑誌　60,403-407.
3. ↑  谷村忠保、吉野一正、坂本邦樹ら：点状紅斑(Erythema punctatum Higuchi) 臨床皮膚泌尿器科　9(3),147-149,1955.
4. ↑  病名をつけた頃の思い出(1995) 坂本邦樹　皮膚科の臨床　37(8),1215-1220.
5. ↑  Hypoanestetic haloes in Hawaii(1974) Aeling JL. Cutis 14:541-544.